# Michelangelo Fardella
Michelangelo Fardella (* 1650 in Trapani; † 2. Januar 1716 in Neapel) war ein sizilianischer Gelehrter, der vor allem in den Bereichen Philosophie und Mathematik arbeitete.

## Leben und Wirken
Fardella studierte in Messina bei Giovanni Alfonso Borelli, von denen er die Theorien des Demokrit angenommen hat. Er selbst schätzte aber mehr die Gedankenwelt von René Descartes, die er während seines Aufenthalts in Paris beim Gedankenaustausch mit Antoine Arnauld, Nicolas Malebranche und Bernard Lamy (1640–1715) in den Jahren 1678 bis 1680 erfahren hatte. Über 25 Jahre – von 1690 bis 1714 – pflegte er den Kontakt mit dem vier Jahre älteren Gottfried Wilhelm Leibniz, der mit zu den Wegbereitern der Aufklärung zählt. Der Schriftwechsel zwischen den beiden umfasst 586 Seiten und liegt in der Landesbibliothek Hannover. Ein weiterer wichtiger Korrespondent war für ihn Antonio Magliabechi. Als Mitglied des Franziskanerordens lehrte er in Rom Mathematik, später auch in Modena und ab 1693 in Padua; als ein weltlicher Priester unterrichtet er außerdem Astronomie und Philosophie. 1709 verließ er Padua und ging nach Barcelona kehrte aber drei Jahre später nach Italien zurück.
1707 wurde er als auswärtiges Mitglied in die Königlich Preußische Sozietät der Wissenschaften aufgenommen.

## Glauben und Vision
1689 wurde eine venezianische Inquisition gegen ihn begonnen, die jedoch im Sande verlief. Der Vorwurf lautete auf Ketzerei, im Laufe des Verfahrens kamen Zweifel an den Anschuldigungen auf, die ihn als Lutheraner brandmarkten.
Für das Verständnis Fardellas ist es nicht möglich, die unabhängige Existenz der materiellen Wirklichkeit beweisen:

“La stessa esperienza ci insegna che spesso nel sogno percepiamo oggetti che veramente non possiamo ammettere realmente esistenti. Quante volte, la notte, mentre dormo, vedo splendere il sole sopra l’orizzonte e vedo muoversi in vari modi moltissime cose prodigiose, che non sono niente extra ideam?. Dunque, quel che sento e vedo non può in nessun modo essere dedotto come realmente esistente.”

„Die gleiche Erfahrung lehrt uns, dass im Traum oft Gegenstände wahr sind, die tatsächlich existieren, das wir nicht wirklich zugeben. Wie oft in der Nacht, während ich schlafe, sehe ich die Sonne über dem Horizont und sehe sie auf verschiedene Weisen sich bewegen viele wundersame Dinge, die nicht besonders sind? Also, was kann ich hören und sehen, wenn es nicht wirklich von Vorhandenem abgeleitet ist.“